# 剰余の定理
多項式に関する剰余の定理（じょうよのていり、英: polynomial remainder theorem）は、多項式 f (x) をモニック多項式な（つまり最高次の係数が1である）二項一次多項式 x − a で割ったときの剰余は f (a) であるという定理。とくに、f (a) = 0 ならば f (x) が x − a を因数にもつことが分かる（因数定理）。

## 概要
多項式 f (x) を d(x) で割るとき、次式を満たす多項式 q(x), r(x) が一意に存在する：
{\displaystyle f(x)=q(x)d(x)+r(x)\quad } ここで {\displaystyle \deg r<\deg d}
これを多項式における除法の原理といい、このときの q(x) を商、r(x) を剰余と呼ぶ。また、d(x) を除数または除多項式、f (x) を被除数または被除多項式と呼ぶこともある。deg(r) < deg(d) は、多項式 r(x) の次数が d(x) の次数より小さいことを表している（一意性のための条件）。
除多項式がモニックな二項一次式 d(x) = x − a であるとき、次数についての条件 deg(r) < deg(d) は剰余 r(x) が x に関係しないある定数 r であることを意味する。すなわち f(x) は
{\displaystyle f(x)=q(x)(x-a)+r}
と分解され、さらに x = a とおけば x − a = 0 なので f (a) = r であることが分かる。
同様に、除多項式 d(x) がモニックとは限らない二項一次式 ax + b であれば
{\displaystyle f(x)=q(x)(ax+b)+r}
となる多項式 q(x) と定数 r が一意に定まる。ax + b = 0 となる x, つまり x = −b/a を代入すれば r = f (−b/a) を得る。